# 제1차 가쓰라 내각
제1차 가쓰라 내각(일본어: 第1次桂内閣)은 육군대장 가쓰라 다로가 제11대 내각총리대신으로 임명되어, 1901년 6월 2일부터 1906년 1월 7일까지 존재한 일본의 내각이다.
이후 10년 이상 지속되는 게이엔 시대 최초의 내각이다. 러일전쟁 이후 일본 내부의 불만 등으로 해체되었다.

## 재직 기간
- 1901년(메이지 34년) 6월 2일 ~ 1906년(메이지 39년) 1월 7일
- 재직 일수 : 1681일